# Buriti do Tocantins
Buriti do Tocantins is een gemeente in de Braziliaanse deelstaat Tocantins. De gemeente telt 8.454 inwoners (schatting 2009).
De gemeente grenst aan São Sebastião do Tocantins, Carrasco Bonito, Araguatins en Augustinópolis.